# 特拉木坎力冰川
特拉木坎力冰川是位於喀喇昆仑山脉的一個冰川，並有三條支冰川。該冰川长度為28公里，面积124.53平方公里，冰川末端高度为4520米，冰川雪线高度为5390米。冰川冰净储量为26.774立方公里。特拉木坎力冰川有兩個源头，分別為兩個山峰，两峰相距7千米。

## 参見
- Siachen Muztagh（英语：Siachen Muztagh）